# Жозеф Гійотен
Жозе́ф-Інья́с Гійоте́н (фр. Joseph Ignace Guillotin; 28 травня 1738 — 26 березня 1814) — французький лікар, політик, депутат французької Національної Асамблеї.
Доктору Гійотену помилково приписують винахід гільйотини — механічного пристрою для страти шляхом відтинання голови, який назвали його ім'ям. Доктор Гійотен не був винахідником цього пристрою, він лише запропонував його використання у Франції під час Французької Революції. Окрім ідеї гуманної страти, яка лягла в основу гільйотини, д-р Гійотен зробив великий внесок у розвиток медичної професії та системи освіти, був яскравим політиком і гуманістом, одним з ініціаторів вакцинації у Франції проти натуральної віспи.

## Біографія
Жозеф Іньяс Гійотен народився 28 травня 1738 року в провінційному містечку Сент у родині адвоката Жозефа-Александра Гійотена та Катерини-Агати Матен. Він був дев'ятою дитиною з тринадцяти в родині його батька. У дитинстві Жозеф навчався сім років у школі єзуїтів у м. Бордо і його готували до кар'єри священника, проте зацікавлення в медицині відвернуло його від подальшого вивчення богослов'я. У 1763 році він стає студентом медицини спочатку в м. Реймс, а потім у Паризькому університеті, який він і закінчив з видатними результатами в 1768 році. У 1770 р. він отримує ступінь доктора регента і починає викладати анатомію, фізіологію і патологію на факультеті медицини Паризького університету. Окрім викладацької роботи Гійотен цікавиться науковими дослідами і друкує досліди стосовно якостей оцту, особливостей сказу, стосовно урядових заходів з осушення боліт та інші.
Певним визнанням його академічних здібностей стало призначення у 1784 р. д-ра Гійотена разом з Бенджаміном Франкліном, доктором Жаном Бейлі та іншими членами Паризької Академії Наук до складу комісії, яка розслідувала так званий «магнетичний флюїд» доктора Франца Антона Месмера. Своїм висновком комісія визнала Месмера шарлатаном і таке рішення отримало певну підтримку серед інших науковців Франції і підвищило соціальний статус і славу самого Гійотена. Цей факт, окрім іншого дозволив йому стати членом масонської ложі Дев'яти Сестер.

### Політична діяльність

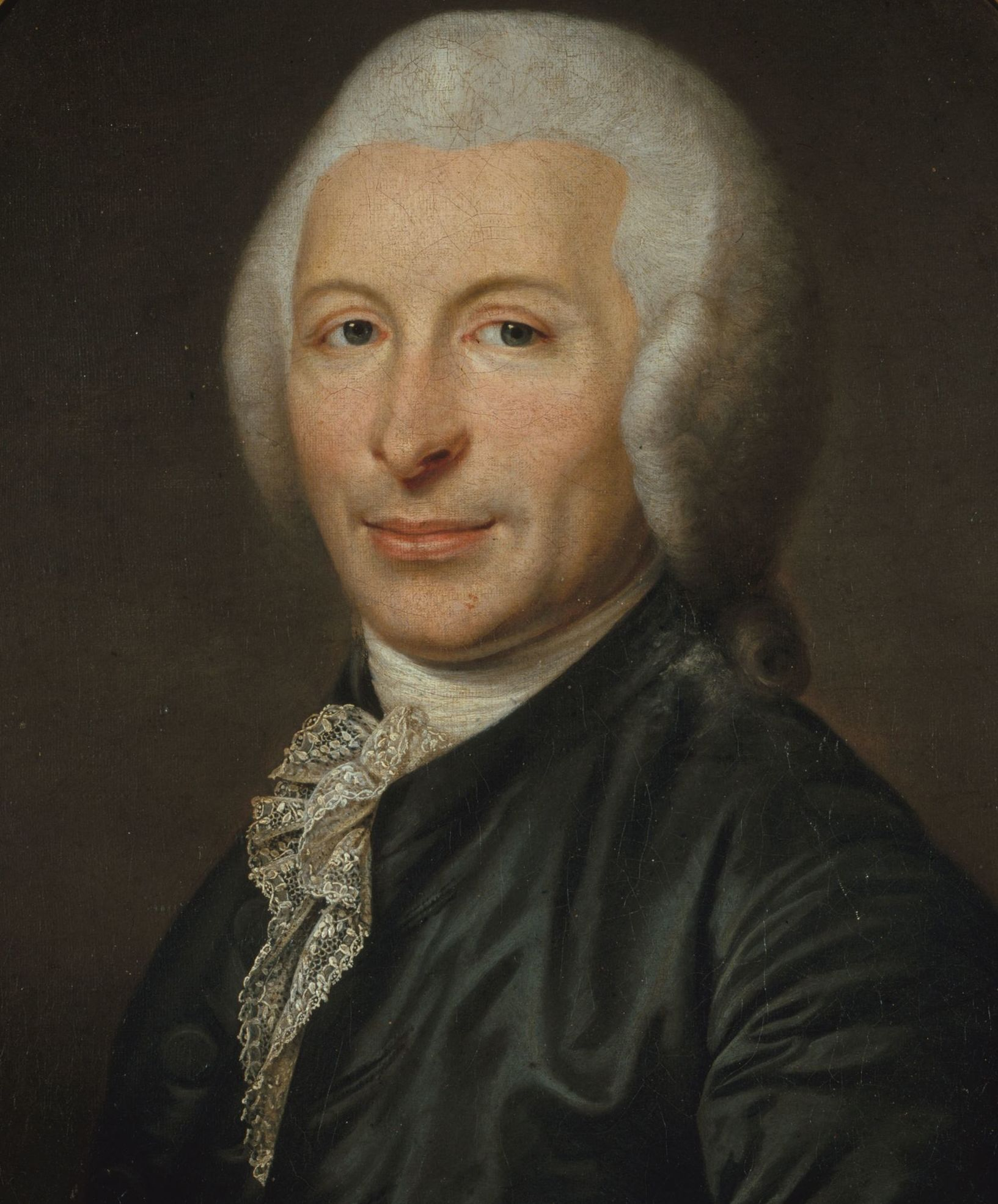

Тим часом у країні відбувалися значні політичні зміни — поширювалися вимоги буржуазії та нижчих класів щодо більшої участі в житті країни. У 1788 р. він бере участь у створенні документу «Петиція мешканців Парижу», в якій він звертає увагу на непропорційне представлення нижчих класів у Генеральних штатах і закликає до більшої свободи слова в країні. Цей документ розповсюдили в кількості 6000 примірників і він мав скандальні наслідки й розгнівав короля Людовика XVI. Гійотена й інших авторів петиції за звичаєм викликали на суд Генеральних штатів, де розглядалася ця справа. Петицію та її публікацію було вирішено заборонити й самого Гійотена врятувала лише присутність навколо будинку суду великого натовпу його прихильників.
Ця гучна справа посприяла росту тепер вже політичної популярності д-ра Гійотена і зробила його своєрідним героєм у боротьбі за демократичні права. Восени 1789 р. його було обрано членом Національної Асамблеї, де він також прославився, зокрема вимогами надати депутатам нормальні умови праці в добре провітрюваних приміщеннях зі зручними кріслами й іншими покращеннями умов праці.
В цей час Гійотена також обирають членом Комітету Бідноти, де він бере участь в організації загальнонаціональних опитувань стосовно стану лікарень, домів сиріт та пристарілих. Він також наполегливо працює в складі комітету, який займався благоустроєм сиріт та бідноти. У складі цього комітету він відвідував лікарні та сирітські будинки й допомагав у створенні документу, який звертав увагу на жахливі умови життя цих верств населення. Працюючи в Національній Асамблеї разом з іншими лікарями — депутатами він вимагає створення Комітету Охорони Здоров'я, головою якого його пізніше й обирають. Комітет заслуховував декількох видатних лікарів та науковців і підготував план реформування французької системи медичної освіти, та практики медицини. Основні положення цього плану ввійшли в Закон з реформування медицини, який запропонував у 1790 р. д-р Гійотен. Цей закон, серед іншого передбачав створення нових програм викладання медицини, тіснішого зв'язку теорії медицини з практикою. Тільки після поразки якобинців у 1794 р. вдалося запровадити ці реформи — заснувати медичні школи в Парижі, Страсбурзі та інших містах. Ці нововведення зробили Париж на декілька поколінь центром медичної науки і стали основою сучасної медицини.

### Питання смертної кари

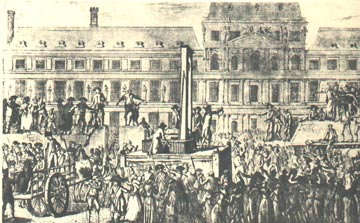
Перше використання гільйотини — страта Жака Пелетьєра 25 квітня 1792 року

10 жовтня 1789 р. Конституційна Асамблея розглядала питання смертної кари, яка хоч і з запереченнями, але була визнана необхідною. Таким чином постало питання як саме виконувати страту засуджених. До середини 18-го сторіччя навіть страта засуджених ділилася за класовою структурою суспільства: для вищих класів та знаті використовувалося відтинання голови мечем, розбійників звичайно колесували, вбивцю короля могло очікувати четвертування, фальшивомонетника звичайно варили живцем, єретика спалювали, а звичайного шахрая просто вішали. Жозеф Гійотен запропонував проєкт доповнення до Кримінального Кодексу, який складався з шести статей. 10 жовтня 1789 р. Гійотен виніс нові статті на розгляд парламенту. Найбільш обговорюваними були стаття перша та шоста закону:
№ 1. Одні й ті ж злочини мусять каратися однаковим видом покаранням для всіх не залежно від походження та статусу злочинця.
№ 6. У разі присудження смертної кари, вид страти мусить бути однаковим не залежно від типу злочину. Злочинець повинен бути страченим шляхом відтинання голови простим механізмом.
У своєму виступі він наголошує, що при використанні простого пристосування для страти рівень страждання буде однаковий незалежно від соціального походження засудженого і сама страта не буде мати характер велелюдної вистави. Під час своєї промови він характеризував своє нововведення таким чином:
«Панове, врешті-решт з моєю машиною я вам відрубаю голову так швидко, що ви не матимете часу на страждання. Лезо впаде як блискавка, голова відлетить, кров цвіркне геть — і людини не буде!»
Проєкт д-ра Гійотена обговорювали деякий час і швидко прийняли статті 2 та 3, а згодом і 4-ту 21 січня 1790 року. Ці нововведення були досить значною зміною в практиці покарання: окрім рівного покарання незалежно від соціального стану, новий закон забороняв конфіскацію майна та в перший раз визнавав права родини щодо тіла страченого. У той самий час парламент відклав розгляд шостого пункту закону стосовно «простого механізму страти». Для суспільства того часу ідея використання механізму для страти була занадто незвичною і ця пропозиція Гійотена навіть висміювалася в глузливих віршах та піснях багатьох гумористів того часу.
Обговорення питання смертної кари відновилося 30 травня 1791 року, коли було вирішено і законодавчо закріплене, що страта відбуватиметься згідно з рекомендаціями, зробленими Жозефом Гійотеном деякий час раніше. Розчарований відмовою парламенту раніше, Гійотен не бере участі в обговоренні. Натомість Національна Асамблея призначає доктора Антуана Луї, відомого королівського лікаря, фізіолога і постійного секретаря Хірургічної Академії розробити машину для виконання смертної кари. Перед тим як зробити доповідь у парламенті 17 травня 1792 року д-р Луї випробував нову машину спочатку на живих вівцях, а потім і на тілах померлих людей. Жозефа Гійотена було запрошено спостерігачем, як автора ідеї та консультанта.
25 травня 1792 р. король Людовик XVI підписує закон, згідно з яким новий пристрій визнавався універсальним засобом страти засуджених на смерть і починається його виготовлення, до якого д-р Ґійотен знову не має прямого відношення.
Перша страта злочинця — Жака Пелет'єра відбулася 25 квітня 1792 р. Хоча спочатку прилад присутнім, звиклим до видовищніших страт, не сподобався, все ж з часом і особливо під час революційного терору гільйотина стала досить звичною в багатьох містах Франції. Спочатку її називали кількома іменами й зокрема луїзеттою на честь лікаря Антуана Луї, який безпосередньо брав участь у розробці цього приладу. Згодом всі інші імена позабувалися окрім «гільйотини» на честь д-ра Гійотена, попри гучні протести самого автора ідеї. Ця назва, на превеликий жаль самого Гійотена, стала загальноприйнятою назвою цього зловісного приладу не тільки у Франції, а й поза її межами.

### Подальша діяльність
Задумана як засіб гуманізації страти, гільйотина, на превеликий жаль автора її ідеї, перетворилася на знаряддя, та навіть символ, терору — під її лезом під час революційних подій 1793—1794 рр. загинули десятки тисяч людей. Могло навіть статися так, що й сам Гійотен, якого теж у той час заарештували, міг скінчити своє життя таким же чином — якби не заступництво одного з провідних революціонерів — Марата. Історичні документи підтверджують, що доктора арештовували декілька разів, але кожного разу потім звільняли. Від терору гине не тільки знать та майже вся королівська сім'я, але також і друзі самого Гійотена. Коли зі смертю Робесп'єра під тією ж самою гільйотиною хвиля терору втихає — Жозеф-Іньяс іде працювати лікарем у військовий шпиталь.
В 1794 р. авторові винаходу знову нагадують про гільйотину: між декількома провідними лікарями та фізіологами того часу виникають сумніви щодо гуманності цього засобу страти, оскільки надходили свідчення, що відтята гільйотиною голова часом продовжувала жити протягом декількох хвилин. Поки тривали дискусії та гіпотези, втомлений від хвилі насильства і розчарований, що це все асоціювалося з його ім'ям, д-р Гійотен тримався осторонь всього, що стосувалося цього засобу страти.
Натомість він зосереджується на медицині, і саме в той час революційний уряд реорганізує медичні факультети і змінює систему викладання в них. Д-р Гійотен вносить декілька важливих пропозицій для вдосконалення системи медичної освіти, які ввійшли в новий закон від 10 травня 1803 р. — вже після закінчення революції. Деякі з реформаторських ідей Гійотена діють ще й до сьогодні.

### Участь у комітеті з вакцинації
Тим часом д-р Гійотен продовжує свою медичну кар'єру — 11 травня 1801 р. його обрано головою Комітету з вакцинації, де він проводить велику роботу в розповсюдженні ідеї щеплення населення проти віспи. З часом ця ідея знаходить підтримку серед деяких впливових політиків того часу та духовенства. Щеплення проти віспи поширюється в лікарнях, у будинках пристарілих і зокрема серед вірян у церквах. Комітет під головуванням Гійотена координує цей процес через створені в усій країні місцеві комітети. Успіхи від такої широкої кампанії були разючими. Гійотену навіть вдалося отримати аудієнцію з імператором Наполеоном та папою Римським, під час яких він шукав підтримки ідеї загального щеплення населення. Попри деякі протести щодо англосаксонського, «ворожого для Франції» походження щеплення, ця ідея отримує широку підтримку в країні. З 1805 р. вводиться примусове щеплення серед цивільного населення і наполеонівської армії. Навіть сам Наполеон робить щеплення своєму сину 11 травня 1811 р. Такі разючі успіхи в справі вакцинації поширюють цю ідею й поза Францією і майже в усій Європі.

### Останні роки життя
Одним з останніх нововведень д-ра Гійотена було заснування у вересні 1804 р. Медичної Академії Парижа. Її ціллю було збирання під одним дахом видатних лікарів сучасності й підвищення статусу медичної професії взагалі. Попри великі зусилля цей реформаторський крок не отримав підтримки з боку влади й, на жаль, не досяг поставленої мети.
26 травня 1814 року Жозеф Гійотен помер.
Асоціація з машиною смерті так бентежила родину доктора Гійотена, що вони подали прохання урядові перейменувати її, і коли уряд відмовив, вони були вимушені змінити власне прізвище.
Про д-ра Гійотена існувало кілька неправдивих легенд, починаючи з твердження, що нібито він винайшов гільйотину — і кінчаючи байкою про те, що ніби він на ній і загинув. Насправді Жозеф Гійотен помер від абсцесу лівого плеча, а під гільйотиною загинув його тезка з міста Ліон — інший чоловік з прізвищем Гійотен.